# Bohumil Fanta

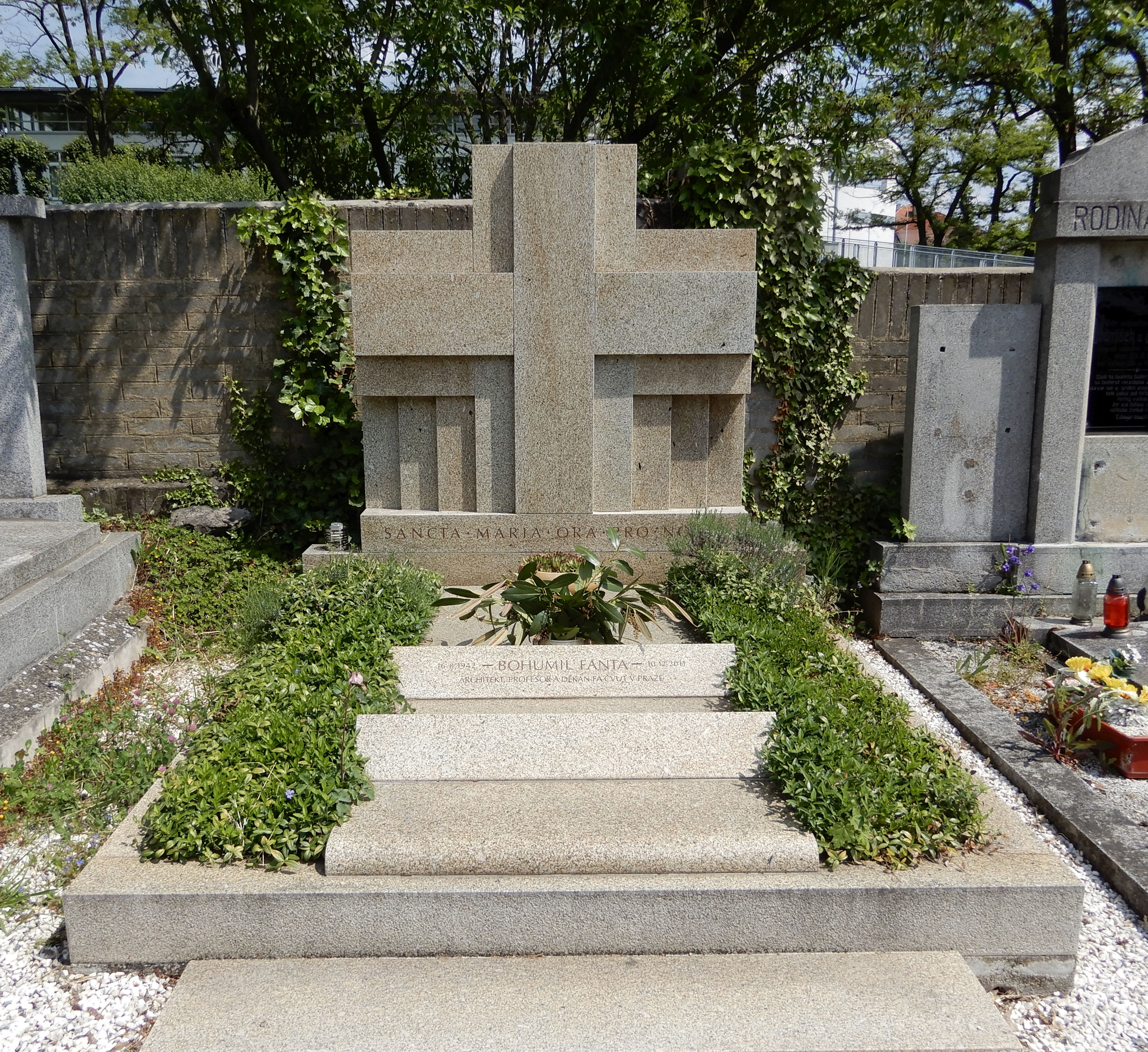
Hrob Bohumila Fanty na hřbitov̟ě v Řepích v městské části Praha 17

Bohumil Fanta (16. srpna 1942 Nové Město nad Metují – 10. prosince 2011 Praha) byl český architekt, projektant, památkář a vysokoškolský pedagog, profesor a děkan ČVUT.

## Životopis
V letech 1959–1965 vystudoval architekturu a urbanismus na stavební fakultě ČVUT v Praze (tehdy se sídlem v Praze 2, Trojanově ulici), kde po ukončení studia pokračoval do roku 1970 jako vědecký aspirant a obhájil disertační práci s titulem Architektura jako mnohofunkční útvar. Jako bezpartijní čekal na titul kandidáta technických věd až do roku 1993. V letech 1971–1973 byl zaměstnán v projektovém družstvu PAAT Praha, po jeho transformaci v Projektovém ústavu čsl. svazu výrobních družstev v Praze. V letech 1975–1990 se stal vedoucím projektového útvaru Obnovy památek v Praze.
V roce 1991 založil s manželkou Ing. arch. Evou Fantovou vlastní projekční kancelář FANTA E&B DESIGN. Od roku 1990 také vedl samostatný ateliér, kde se habilitoval, byl jmenován profesorem a roku 1997 byl zvolen děkanem fakulty. V roce 2008 stál společně s prof. Václavem Girsou u zrodu Ústavu památkové péče a renovací na Fakultě architektury ČVUT.

## Dílo
Obdivoval architektonická díla neoklasicismu, Josipa Plečnika, Adolfa Loose a Heinricha Tessenowa. Následoval jejich příklad konstruktivismu, který precizoval vlastními projekty staveb strohých forem, např. smuteční obřadní síně v Telči nebo kolumbária v Horních Počaplech, také v oblasti rekonstrukce památkových objektů vyznával teorii přiznání novotvarů a odmítnutí historismů. Z urbanistických projektů stojí za zmínku například koncept úprav náměstí v Roudnici nad Labem. Za svou práci byl oceněn Grand prix Obce architektů za rok 1995.

## Členství
- Obec architektů, místopředseda